# 光城左郡
光城左郡，中国南北朝时设置的郡。
南朝宋大明中分弋阳郡西南境置，治所在光城县（今河南省光山县）。辖境相当今河南省光山县一带。大明八年（464年）废。